# La Chapelle-Thouarault
La Chapelle-Thouarault is een gemeente in het Franse departement Ille-et-Vilaine (regio Bretagne). De plaats maakt deel uit van het arrondissement Rennes. La Chapelle-Thouarault telde op 1 januari 2022 2.266 inwoners.

## Geografie
De oppervlakte van La Chapelle-Thouarault bedroeg op 1 januari 2022 7,64 vierkante kilometer; de bevolkingsdichtheid was toen 296,6 inwoners per km².

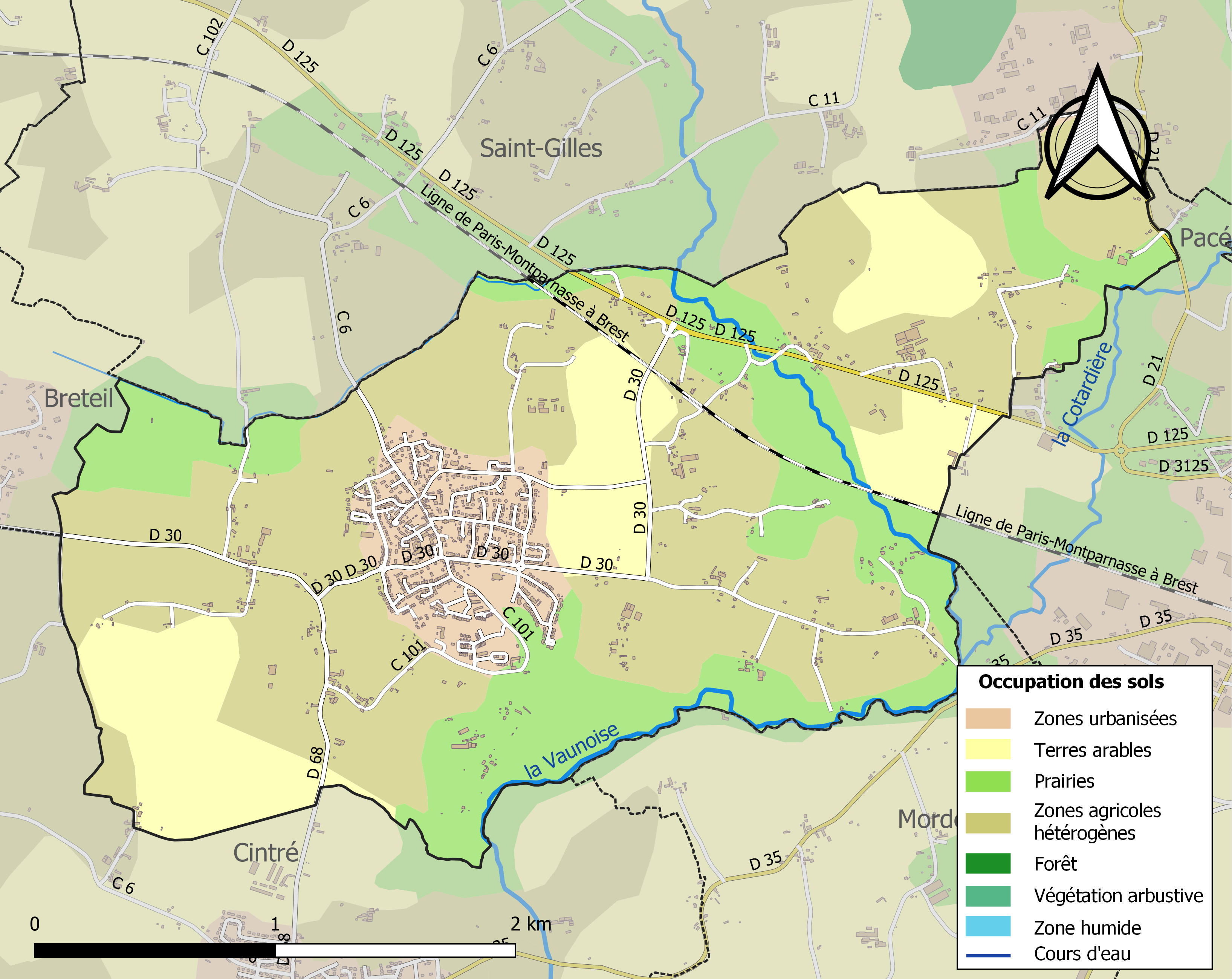
Kaart van de gemeente met belangrijkste infrastructuur, bodemgebruik en omliggende gemeenten

## Demografie
Onderstaande figuur toont het verloop van het inwonertal, bron: INSEE-tellingen. 